# Karáchev
Karáchev (del ruso: Карачев) es una ciudad rusa, capital del raión homónimo en la óblast de Briansk. Está situada a 43 km (47 km por carretera) al este de Briansk, en la Meseta Central Rusa, sobre el río Snezhet. Su población se elevaba en 2008 a 19.472 habitantes.

## Historia
Karáchev es mencionada por primera vez por las crónicas en 1146. Es el centro del principado de Karáchev (uno de los Principados del Alto Oká) en 1246, antes de pasar a manos lituanas en 1396 y a las moscovitas en 1503. Fue destruida por los polaco-lituanos, en su intervención en Rusia de principios del siglo XVII, siendo tras su reconstrucción saqueada por los tártaros de Crimea en 1662. En el siglo XVIII cobra cierta importancia comercial. En 1868 se abrió una estación de ferrocarril. La ciudad es prácticamente destruida en la Segunda Guerra Mundial, perdiendo en ella la mayor parte de su patrimonio arquitectónico antiguo.

## Demografía
| 1897   | 1926   | 1939   | 1959   | 1970   | 1979   | 1989   | 2002   | 2008   |
| ------ | ------ | ------ | ------ | ------ | ------ | ------ | ------ | ------ |
| 15 600 | 11 900 | 17 900 | 11 200 | 16 000 | 19 700 | 22 400 | 20 175 | 19 742 |

## Economía
La economía de Karáchev se bassa en las siguientes empresas: Elektrodetal (Электродеталь) - conectores electrónicos; Metalist (Металлист); Siluet (Силуэт) -pantalones de paño y lana para hombre, manoplas o cazadoras para el frío entre otras prendas; Complejo Interior (Интерьер); e la industria agroalimentaria.